# Вулиці Брошнева-Осади
Список вулиць селища Брошнів-Осада Рожнятівського району Івано-Франківської області.

## Список вулиць
| Сучасна назва              | Радянська назва    |
| -------------------------- | ------------------ |
| 1 Листопада вул.           |                    |
| 22 Січня вул.              | 17 Вересня вул.    |
| Богдана Хмельницького вул. |                    |
| Василя Стуса вул.          |                    |
| Василя Стуса пров.         |                    |
| Винниченка вул.            |                    |
| Відродження вул.           |                    |
| Вояків УПА вул.            | Нова вул.          |
| Грушевського вул.          | Леніна вул.        |
| Довбуша вул.               |                    |
| Довбуша пров.              |                    |
| Залізнична вул.            |                    |
| Заньковецької вул.         |                    |
| Івана Богуна вул.          |                    |
| Івана Гонти пров.          |                    |
| Івана Франка вул.          |                    |
| Коновальця вул.            |                    |
| Котляревського вул.        |                    |
| Кривоноса пров.            |                    |
| Кульчицької вул.           |                    |
| Лесі Українки вул.         |                    |
| Люкляна вул.               |                    |
| Мазепи вул.                |                    |
| Миру вул.                  |                    |
| Морозенка вул.             |                    |
| Незалежності вул.          | 1 Травня вул.      |
| Осмолодська вул.           |                    |
| Петра Сагайдачного вул.    |                    |
| Прикарпатська вул.         |                    |
| Романа Шухевича вул.       |                    |
| Симона Петлюри вул.        | Руднєва вул.       |
| Січових Стрільців вул.     | Комсомольська вул. |
| Софії Галечко вул.         |                    |
| Степана Бандери вул.       |                    |
| Стефаника вул.             |                    |
| Українська вул.            |                    |
| Чорновола вул.             | Виробнича вул.     |
| Шашкевича вул.             | Базарна вул.       |
| Шевченка вул.              |                    |
| Шептицького вул.           |                    |
| Шкільна вул.               |                    |

### Легенда
- Вул. — вулиця
- Пров. — провулок